# バレーボールルワンダ男子代表
バレーボールルワンダ男子代表は、バレーボールの国際大会で編成されるルワンダの男子バレーボールナショナルチームである。
1978年に国際バレーボール連盟へ加盟。

## 過去の成績

### オリンピックの成績
- 2008年 - アフリカ予選敗退

### 世界選手権の成績
- 出場なし

### アフリカ選手権の成績
- 1987年 - 7位
- 2003年 - 8位
- 2005年 - 5位
- 2007年 - 6位